# Interglaciaal
Interglacialen zijn de periodes tussen twee glacialen in. Ze worden gekenmerkt door een stijging van de temperatuur, gevolgd door een daling. Het recentste interglaciaal is hetgeen waar we nu in leven, genaamd het Holoceen. Het Holoceen begon ongeveer 10.000 jaar geleden en is nog niet afgelopen waardoor het in de strikte zin eigenlijk geen interglaciaal genoemd kan worden.
In de Kwartairgeologie wordt de term interglaciaal zowel voor een klimatologisch warme gebeurtenis als voor een tijdvak (vergelijkbaar met een chronostratigrafische etage) gebruikt.

## Oorzaken
Glacialen en interglacialen worden veroorzaakt door veranderingen van de bewegingen van de Aarde ten opzichte van de grootste warmtebron, de Zon. Deze veranderingen zijn in de jaren 20 van de twintigste eeuw onderzocht en voor bepaalde breedtegraden uitgerekend door de Servische wiskundige Milutin Milanković. De veranderingen, die nu bekendstaan als de Milanković-parameters hebben betrekking op de tolbeweging van de aardas (precessie, periode 26.000 jaar), de stand van de aardas ten opzichte van de maximale zonne-instraling (obliquiteit of axiale variatie, periode 41.000 jaar) en de mate van ellipticiteit van de baan van de Aarde om de Zon (excentriciteit, periode 100.000 jaar).
In periodes met veel zonne-instraling (tijdens een meer cirkel- dan ellipsvormige baan van de Aarde om de Zon én een meer loodrechte stand van de aardas bijvoorbeeld), zijn de ijskappen klein. Periodes waarin de Aarde juist weinig straling van de Zon ontvangt (bij een ellipsvormige baan om de Zon én een stand van de aardas die een groter verschil in seizoenen oplevert bijvoorbeeld), groeien de ijskappen.

## Herkenning
De vroegst beschreven interglacialen zijn herkend aan een opvallende (meestal mollusken)fauna die verschilde van de fauna die tegenwoordig in dezelfde omgeving leeft en vaak duidde op een klimaat wat even warm of warmer was dan het huidige. Een duidelijk voorbeeld hiervan geeft het Eemien. Dit is ook thans nog steeds de gangbare methode: interglacialen worden vooral als zodanig herkend aan hun flora en fauna. Interglacialen verschillen daarbij van elkaar door (soms uiterst geringe) verschillen in flora en fauna. Hoewel dit geen wet van Meden en Perzen is, zijn in ouderdom verschillende interglacialen vrij goed van elkaar te onderscheiden. Dit is in tegenstelling met glacialen die individueel meestal niet herkenbaar zijn. Glacialen worden meestal herkend aan de onder- of bovenliggende interglaciale sedimenten.
Omdat macrofauna soms geen uitsluitsel geeft en vaak ook niet aanwezig is, zijn veel interglacialen die men al kende na de Tweede Wereldoorlog opnieuw beschreven met micropaleontologische methoden. De pollenanalyse of palynologie is daarbij een standaardmethode geworden. Deze methode gaat ervan uit dat aan het begin van een interglaciaal de vegetatie zich vanuit een toendra via verschillende tussenstadia ontwikkelt tot een gesloten bosvegetatie. Deze gesloten bosvegetatie geeft de optimale klimaatfase van het interglaciaal aan. Als het klimaat daarna verslechtert, evolueert het boslandschap via een parklandschap weer naar een toendra vegetatie. Dit is een sterk versimpelde versie wat er werkelijk gebeurde. Iedere fase kende een bepaalde overheersende vegetatie met een aantal kenmerkende soorten.
Meestal wordt vooral naar boomsoorten gekeken. Omdat bomen zich met een zekere snelheid verspreiden en deze snelheid voor iedere soort anders is, komen de verschillende soorten na elkaar op een bepaalde plaats aan. Dit geldt ook voor andere planten. Men noemt deze opeenvolging van verschillende typen vegetaties een successie. Hoe een successie zich ontwikkelt hangt ook van andere factoren af, zoals klimaatontwikkeling (bijvoorbeeld de hoeveelheid neerslag), de ontwikkeling van de bodem of het voorkomen van bepaalde dieren. Successies treden ook bij fauna's op. Interglacialen hebben vaak een eigen karakteristieke successie van boom- en andere plantensoorten en sommige soorten komen maar in één of slechts in weinig interglacialen voor. Op deze wijze zijn veel interglacialen herkenbaar aan het fossiele stuifmeel.

## Europese regionale indelingen
In Europa zijn in verschillende regio's opeenvolgingen van interglacialen herkend. De belangrijkste zijn de Noord-Europese, de Alpiene, de Britse en de Russische. Hoewel voor een deel de correlaties tussen deze systemen bekend zijn, is nog lang niet alles opgehelderd. Het Noord-Europese systeem heeft de Nederlandse indeling met enkele aanvullingen van elders in de regio, als grondslag.
Hieronder worden de meest gebruikte Europese indelingen genoemd. Elke opsomming gaat van jong naar oud.

### Noord-Europa
- Holoceen, dat als een nog niet geëindigd interglaciaal gezien kan worden
- Eemien
- Holsteinien

De volgende epochen zijn complex van opbouw. Ze bestaan ieder uit een aantal warme en koude perioden: 
- Cromerien 'complex' met vier interglacialen (1-4) (en drie glacialen: A-C)
- Bavelien twee interglacialen (en twee glacialen)
- Waalien twee warme perioden (en één koude)
- Tiglien drie interglacialen (en twee glacialen)
- Pretiglien twee interglacialen (en drie glacialen)

Dit zijn de 'klassieke' perioden die in de meeste literatuur terug te vinden zijn. Daarnaast is de laatste twintig jaar een tweetal interglacialen beschreven die nog niet overal in de literatuur zijn doorgedrongen:
- Oostermeer Interglaciaal
- Belvédère Interglaciaal

Beide worden in ouderdom geplaatst tussen het Holsteinien en het Eemien. Dat het Pretiglien niet een enkelvoudig glaciaal is, maar een complex van koude en warme perioden, is nog maar sinds 2006 bekend.

### Britse Eilanden
- Flandrian (ook: 'Holocene')
- Ipswichian
- Hoxnian
- Cromerian
- Pastonian
- Bramertonian
- Ludhamian

Bij deze Britse namen kunnen de volgende kanttekeningen worden geplaatst.
- De naam 'Flandrian' wordt in Groot-Brittannië gebruikt als benaming voor het Holoceen. Deze naam komt oorspronkelijk uit België waar men er een serie sedimenten mee bedoelde die men tegenwoordig in het Plestoceen en in het Holoceen plaatst. Paepe et al. (1976 & 1981) hebben duidelijk gemaakt dat deze naam beter niet meer gebruikt kan worden.
- Het Engelse Cromerian is niet hetzelfde als het Nederlandse Cromerien. Het laatste is een epoch dat uit een opeenvolging van verschillende interglacialen en glacialen bestaat waarvan het Engelse Cromerian een van de oudste interglacialen is.

In Groot-Brittannië zijn sinds de jaren 80 van de 20e eeuw vrij veel interglacialen in het Midden Pleistoceen ontdekt. Deze interglacialen hebben geen eigen naam gekregen, maar worden aangeduid met het etagenummer uit de mariene isotopen stratigrafie waarmee de betreffende periode verondersteld wordt te correleren

### De Alpen
In het alpiene systeem worden de interglacialen aangeduid als een combinatie van de namen van de vooraf- en opvolgende glacialen (in deze volgorde). Het Holoceen past dus niet in dit systeem:
- Holoceen
- Riss-Würm
- Mindel-Riss
- Günz-Mindel
- Donau-Günz
- Biber-Donau

In verschillende boringen, onder andere bij Meikirch, zijn enkele interglacialen aangetroffen die niet in het klassieke schema passen (zie bij 'Lange secties').

### Rusland
De meest gebruikte indeling is:
- Mikulinian
- Likhvinian
- Muchkapian
- Illynian
- Petropavlovian

## Andere continenten
Er zijn verschillende andere 'regionale' indelingen in gebruik. Hier wordt alleen de Noord-Amerikaanse genoemd:
- Wisconsin glaciaal
- Illonian
- Kansan
- Nebraskan

## Lange secties
Veel van de hierboven genoemde interglacialen zijn in een zeer fragmentarische context gevonden. Van een aantal is maar een klein gedeelte van de interglaciale periode gevonden, van andere is weliswaar bijna het gehele interglaciaal op een of andere wijze bekend (meestal trouwens alleen met behulp van palynologische gegevens) en soms zijn daarbij gedeelten van voorafgaande en/of opvolgende glacialen gevonden, maar zelden werd een aantal interglacialen boven elkaar (in superpositie) op één plek aangetroffen. Hierdoor was het niet altijd eenvoudig om na te gaan wat de relatieve ouderdom van interglacialen ten opzichte van elkaar was en ook was correlatie tussen de verschillende regionale indelingen niet altijd eenvoudig. Door diepe boringen te maken in oude meerafzettingen die langzaam gesedimenteerd waren, is het gelukt om in dezelfde sectie verschillende interglacialen (en vaak ook de tussenliggende glacialen) in superpositie te verkrijgen. Dergelijke secties staan als lange secties ('long sections' of 'long sequences') bekend. Bekende lange secties zijn onder andere: Meikirch (Zwitserland), de Velaykrater (Frankrijk), Les Echets (Frankrijk), Ioannina (Griekenland), Grande Pile (Vogezen, Frankrijk), Tenaghi Philippon (Griekenland).

## Zuurstofisotopenstratigrafie
De Marine Isotope Stage, vooral met behulp van de analyse van de isotopenverhoudingen van 16O tot 18O wordt verondersteld een compleet beeld te geven van alle klimaatschommelingen zoals die in diepzeesedimenten zijn vastgelegd. Warme en koude perioden hebben een doorlopende nummering gekregen waarbij warme perioden een oneven en koude een even nummer kregen. Deze vorm van stratigrafie is ongetwijfeld completer dan die bekend is uit sedimenten die op het land of in ondiepe zeeën zijn afgezet. Men gaat ervan uit dat de klimaatschommelingen in beide stratigrafieën (dat wil zeggen de oceaan en de 'land'stratigrafie) dezelfde betekenis hebben. De diepzeestratigrafie wordt om zijn compleetheid vaak gebruikt als een 'kapstok' om de interglacialen die op het land herkend zijn aan 'op te hangen'. Meestal is dat aftellen: de 2e warme periode van boven zal in beide indelingen wel met elkaar overeenkomen. Absolute en andere ouderdomsbepalingen helpen hierbij. De beste manier om tot een correlatie tussen beide stratigrafieën te komen is beide toe te passen op dezelfde plek. Hiermee is een begin gemaakt. Het is niet eenvoudig, want het isotopensignaal op die plaats moet overeenkomen met dat uit de diepzee. Aan de andere kant moet er het liefst met pollen gewerkt kunnen worden en dat signaal mag niet al te veel verschillen van wat op het land wordt aangetroffen. Het is in de Golf van Biskaje en voor de kust van Portugal gelukt om boringen te doen die hieraan voldoen. Zo zijn er nu directe correlaties van het Eemien met de marine isotopenetage (M.I.S. 5e).